# Franco (bisschop van Luik)

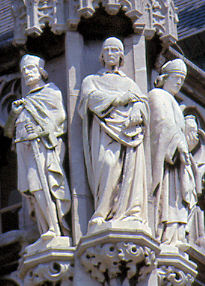
Beeld van bisschop Franco (links)

Franco (? - 13 januari 903) was bisschop van Luik van 856 tot 903.
Franco was een verwant van koning Arnulf van Karinthië.
Franco was in de tweede helft van de 9e eeuw 48 jaar bisschop van Luik. Hij was onder meer aanwezig op de kerkvergaderingen van Aken in 860 en die van Senlis in 862. Tijdens deze laatste kerkvergadering werd bisschop Rothadus van Soissons ten onrechte uit zijn ambt gezet. Ook gaf deze vergadering toestemming voor de echtscheiding van Lotharius II van diens vrouw Theutberga. Door deze beslissingen raakte Franco uit de gratie bij paus Nicolaas I. Later vroeg Franco vergiffenis voor zijn zwakheid. 
Hij vocht onder andere in 891 bij de Slag bij Leuven tegen de Vikingen. Daarna onthield hij zich enige tijd van geestelijke bedieningen. 